# Trissonchulus benepapillatus
Trissonchulus benepapillatus är en rundmaskart. Trissonchulus benepapillatus ingår i släktet Trissonchulus, och familjen Ironidae. Arten är reproducerande i Sverige.